# Lulhällan
Lulhällan is een Zweeds eiland behorend tot de Lule-archipel. Het eiland ligt 100 meter ten oosten van het Zweedse vasteland, ter hoogte van Kallax. Het eiland heeft geen oeververbinding en kent in een paar overnachtingshuisjes enige bebouwing.